# Varda Space Industries
Varda Space Industries ist ein US-amerikanisches Raumfahrtunternehmen mit Hauptsitz in Torrance, Kalifornien. Das 2020 gegründete Unternehmen gab bekannt, dass es  die erste industriell genutzte Raumstation errichten und die niedrige Schwerkraft im Weltall ausnutzen wolle, um Dinge besser als auf der Erde fertigen zu können. Zu den Investoren in das Unternehmen gehören Wagniskapitalgeber wie Khosla Ventures und Peter Thiels Founders Fund.

## Geschichte
Varda Space wurde im November 2020 von Will Bruey, Delian Asparouhov, und Daniel Marshall gegründet. Will Bruey ist ein ehemaliger Mitarbeiter von SpaceX und Asparouhov und Marshall stehen mit dem Founders Fund in Verbindung. Varda Space begann mit der Forschung zur Errichtung einer industriell genutzten Raumstation. Wegen der niedrigen Schwerkraft und der Abwesenheit von Staubpartikeln könnten feine technische Produkte wie Computerchips dort mit höherer Präzision und Qualität gefertigt werden. Auch die Fertigung völlig neuer Materialien und Produkte sei dort möglich. Im Juli 2021 erhielt Varda Space von verschiedenen Risikokapitalgebern in einer Finanzierungsrunde 42 Millionen US-Dollar, nachdem das Unternehmen im Dezember 2020 in einer ersten Finanzierungsrunde bereits 9 Millionen Dollar erhalten hatte.
Im August 2021 bestellte Varda Space bei Rocket Lab drei Satellitenbusse des Typs Photon zur Unterstützung erster Raumfahrtmissionen des Unternehmens. Die erste Auslieferung wird für 2023 erwartet.